# Anuspiercing
Das Anuspiercing ist ein Piercing des Anus. Der Stichkanal verläuft zwischen der Innenseite des Afterschließmuskels und  dem Perineum. Es kann sowohl von Frauen als auch von Männern getragen werden.
Das Piercing ist relativ neu und gehört zu den eher seltenen Piercings. Über ein Piercing am Gesäß soll jedoch im 17. Jahrhundert der Forscher John Bulwer in seinem Buch Man Transform'd geschrieben haben:
„Neben anderen merkwürdigen dekorativen Praktiken in den verschiedenen Ländern erinnere ich mich an jene eines Volkes, das sich mit einer Art absurder Bravour Löcher in das Gesäß stach, um dort wertvolle Edelsteine aufzuhängen. Dies muss eine höchst unbequeme Mode sein und zudem äußerst nachteilig für eine sitzende Existenz.“
Ein Analpiercing erschwert die Analhygiene und kommt beim Stuhlgang mit besonders vielen Krankheitserregern in Kontakt, was zu einem hohen Infektionsrisiko führt. Bei bestimmten Tätigkeiten (zum Beispiel Fahrradfahren) kann Druck auf das Piercing ausgeübt werden.